# Fly Arna
Fly Arna Armenian National Airlines (Armeens: Ֆլայ Արնա «Հայկական ազգային ավիաուղիներ» ՓԲԸ), is een lagekostenluchtvaartmaatschappij gevestigd in de Armeense hoofdstad Jerevan. Het is een joint venture tussen low-cost luchtvaartmaatschappij Air Arabia en het Armeense overheidsbedrijf Armenia National Interests Fund (ANIF). De luchtvaartmaatschappij zal naar verwachting in mei 2022 van start gaan met bestemmingen naar Centraal-Azië, het Midden-Oosten en Rusland. Daarnaast is de luchtvaartmaatschappij van plan om op termijn routes uit te breiden naar Europese bestemmingen. De luchtvaartmaatschappij is van plan Airbus A320-vliegtuigen te gebruiken, van moedermaatschappij Air Arabia.

## Geschiedenis
De luchtvaartmaatschappij werd opgericht na een joint venture die in juli 2021 werd ondertekend tussen de luchtvaartmaatschappij Air Arabia en het onlangs opgerichte Armenia National Interests Fund (ANIF). 51% van de aandelen van de luchtvaartmaatschappij is eigendom van ANIF en de resterende 49% door Air Arabia. Vanaf januari 2022 moet de luchtvaartmaatschappij haar Air Operator’s Certificate nog ontvangen, maar zal naar verwachting in mei 2022 van start gaan.

## Vloot
Fly Arna zal naar verwachting twee Airbus A320-200-vliegtuigen leasen om vluchten te beginnen. Maar de vloot van Fly Arna zal binnen de twee jaar naar 15 toestellen stijgen waaronder ook potentieel de Airbus A320neo.